# Nifon (Sajkali)
Nifon, nazwisko świeckie Sajkali (ur. 4 grudnia 1941 w Zahli) – libański biskup prawosławny, biskup Prawosławnego Patriarchatu Antiocheńskiego.

## Życiorys
Wykształcenie średnie uzyskał w ewangelickim kolegium w rodzinnej Zahli, następnie ukończył studia matematyczne w Bejrucie. W 1959 został wyświęcony na diakona, po czym wyjechał na studia na Moskiewską Akademię Duchowną, którą w 1964 ukończył jako kandydat nauk teologicznych. Po powrocie do Libanu był sekretarzem metropolity Zahli i Iliopolis Nifona, nauczycielem matematyki i języka angielskiego i przez dziesięć lat sędzią sądu kanonicznego metropolii Zahli.
W 1977 otrzymał godność archimandryty i zwierzchnika oficjalnego przedstawicielstwa Patriarchatu Antiochii przy Patriarchacie Moskiewskim. W 1988 w Damaszku przyjął chirotonię biskupią, zaś w 2009 nadano mu godność arcybiskupią.
Jest odpowiedzialny za opiekę duszpasterską nad prawosławnymi Arabami w Rosji (głównie niewielka diaspora syryjska, libańska i palestyńska) oraz w Grecji.